# Międzylesie (rejon bereski)
Międzylesie (biał. Міжлессе; ros. Мижлесье) – agromiasteczko na Białorusi, w obwodzie brzeskim, w rejonie bereskim, w sielsowiecie Międzylesie, przy drodze republikańskiej .
Znajduje się tu parafialna cerkiew prawosławna pw. Świętej Trójcy.
W czasach carskich miejscowość nosiła nazwę Międzylesie-Lewkowicze. Była wówczas siedzibą gminy Maciejewicze. W dwudziestoleciu międzywojennym dwie osobne wsie Międzylesie i Międzylesie Małe leżały w Polsce, w województwie poleskim, w powiecie prużańskim. 22 stycznia 1926 przemianowano gminę Maciejewicze na gminę Międzylesie. Międzylesie było siedzibą urzędu gminy do 1 kwietnia 1932. Znajdowała się tu kaplica katolicka parafii Siechniewicze.